# Le Jour où la Terre a souri

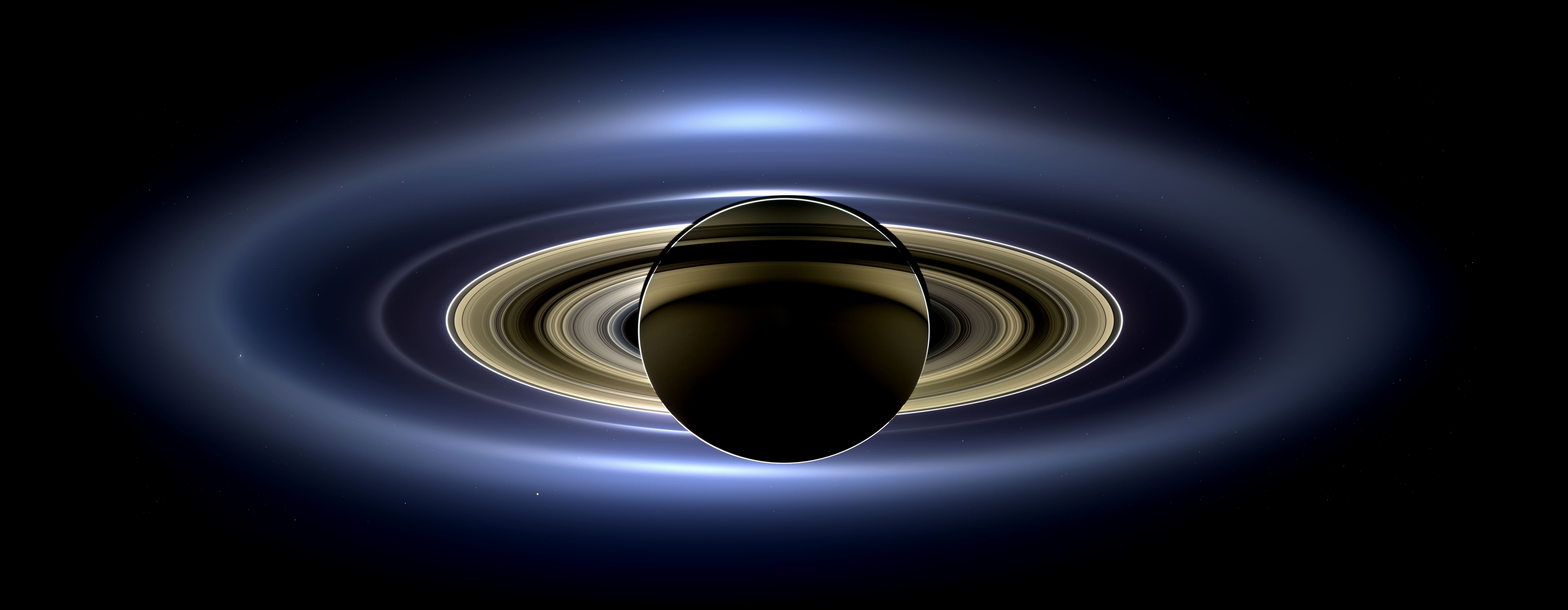
Saturne dans une image composite réalisée par Cassini le 19 juillet 2013.

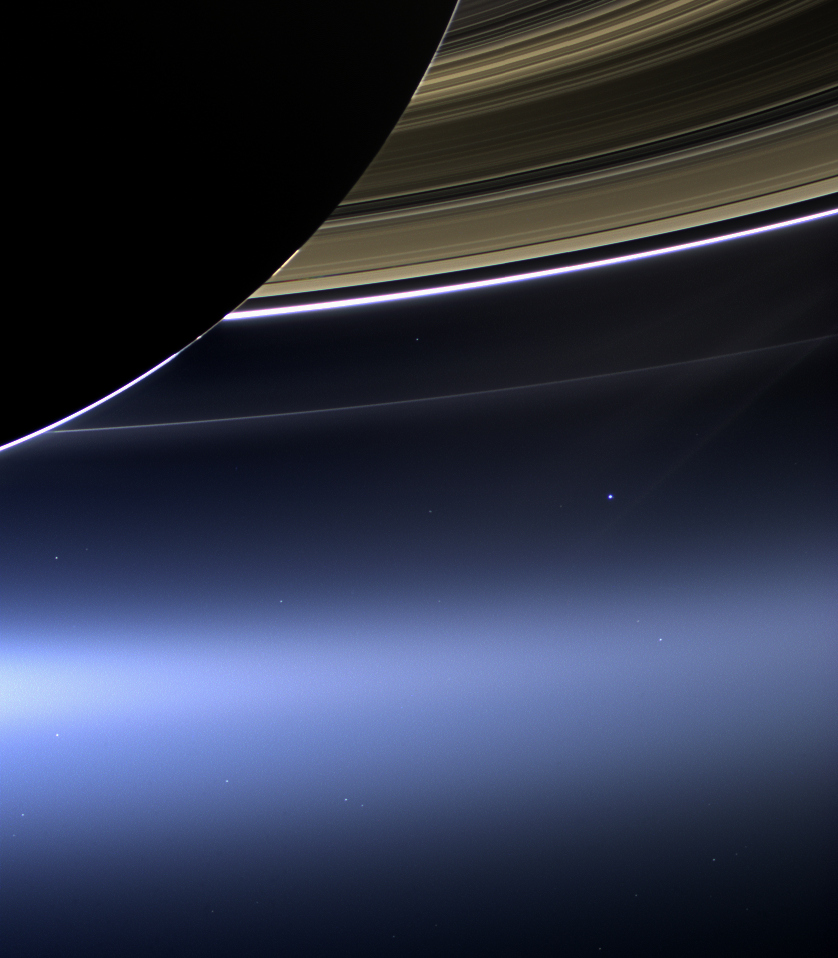
Dans cette image, la Terre apparaît comme un point bleu pâle sous les anneaux de Saturne.

La mosaïque photographique de la campagne Wave at Saturn de la NASA. Le cliché a été recréé par un assemblage de 1600 photos prises le 19 juillet 2013.

Le Jour où la Terre a souri (en anglais : The Day the Earth Smiled) est une appellation du 19 juillet 2013, date à laquelle la sonde spatiale Cassini s'est tournée vers Saturne pour prendre une image de la majorité de son système d'anneaux et de la Terre, lors d'une éclipse du Soleil,. La sonde spatiale l'avait déjà fait deux fois (en 2006 et 2012) au cours de ses neuf années précédentes en orbite. Le nom désigne également les activités associées à l'événement, ainsi que la mosaïque photographique créée à partir de celui-ci.
Conçu par la planétologue Carolyn Porco, chef de l'équipe d'imagerie de Cassini, le concept appelait les peuples du monde à réfléchir à leur place dans l'Univers, à s'émerveiller de la vie sur Terre et à faire la fête au moment où la photo était prise.
La mosaïque finale du 19 juillet, traitée au Laboratoire central des opérations de Cassini Imaging (CICLOPS), est rendue publique le 12 novembre 2013,. The Day the Earth Smiled comprend la Terre, Mars, Vénus et de nombreuses lunes saturniennes. Une image en plus haute résolution, qui représente la Terre et la Lune comme des points lumineux distincts, est prise avec la caméra à angle étroit de Cassini et est publiée peu de temps après.

## Événements
La sonde Cassini prend des images de la Terre à près d'un milliard de kilomètres à 21 h 27 UTC, le 19 juillet 2013. Des activités sont alors prévues pour célébrer l'occasion :
- un site Web est créé pour servir de portail aux activités associées au 19 juillet[8]. Sur celui-ci, Porco encourage le monde à célébrer la vie sur la planète Terre et les réalisations de l'humanité dans l'exploration du système solaire ;
- Astronomers Without Borders (en) coordonne des événements à l'échelle internationale[9] ;
- la NASA dirige un événement connexe appelé « Wave at Saturn » pour « aider à ce que les gens se rendent compte que le portrait interplanétaire historique est en train d'être pris »[10] ;
- un concours « Message to the Milky Way » est organisé par la société de Porco, Diamond Sky Productions. Les gens pouvaient soumettre une photo numérique prise le 19 juillet et / ou une composition musicale. Les entrées gagnantes sont diffusées comme un message aux extraterrestres, "dans la Voie lactée depuis le radiotélescope d'Arecibo à Porto Rico"[11]. Cela suit l'exemple donné en 1974, lorsque la première communication sérieuse aux civilisations extraterrestres, le message d'Arecibo, est diffusée depuis Arecibo.

## Résultats
Des images brutes de Cassini sont reçues sur Terre peu de temps après l'événement, et quelques images traitées - une image en haute résolution de la Terre et de la Lune et une petite partie de la mosaïque grand angle finale montrant la Terre - sont diffusées au public quelques jours après,. 
Le traitement de la mosaïque complète se déroule au CICLOPS sous la direction de Porco pendant environ deux mois. Pendant les quatre heures qu'il a fallu à Cassini pour photographier la scène entière, la sonde spatiale capture un total de 323 images, dont 141 sont utilisées dans la mosaïque. C'était la première fois que Cassini prenait quatre planètes (Saturne, Terre, Mars et Vénus) en photo en même temps en lumière visible. C'est aussi la première fois que les habitants de la Terre savaient à l'avance que leur photo serait prise depuis le système solaire externe. 
La mosaïque finale est publiée par la NASA le 12 novembre 2013 et est célébrée par des médias du monde entier. La mosaïque est dédiée à l'astronome Carl Sagan, lors d'une cérémonie à la Bibliothèque du Congrès en l'honneur de l'acquisition des papiers de Sagan. De plus, un collage d'images soumises par 1 600 membres du public de la campagne Wave at Saturn de la NASA est publié le 12 novembre.